# علاج بجرعات الفيتامينات الضخمة
العلاج بجركات كبيرة من الفيتامينات (Megavitamin therapyns.) هي استخدام كميات كبيرة من الفيتامينات، غالباً تكون أكبر بكثير من الكميات المقررة والموضو بها (recommended dietary allowance (RDA)) للمحاول في المعالجة من الامراض. وهو يتم عادة استخدام  الطب البديل

## التاريخ
في الثلاثينيات والأربعينات، أشارت بعض الأدلة العلمية والسريرية إلى أنه قد تكون هناك استخدامات مفيدة للفيتامينات سي وإي وب3 بجرعات كبيرة. وبدءاً من ثلاثينيات القرن العشرين، طورت شركة شوتيس في كندا جرعة علاجية ضخمة من فيتامين هـ لشكاوى القلب والأوعية الدموية والدورة الدموية، وأطلقت عليها اسم «بروتوكول شوت».
التجارب الأولية التي كانت تستعمل جرعات أكبر من فيتامين سي في ثلاثينيات القرن العشرين تم استبدالها بتطوير فريد ر. كلينر لجرعة ضخمة من فيتامين سي عن طريق الحقن الوريدي لعلاج شلل الأطفال والفيروسات الأخرى في الأربعينيات.